# Margarita Simon'jan
Margarita Simonovna Simon'jan (in russo Маргарита Симоновна Симоньян?; Krasnodar, 6 aprile 1980) è una giornalista russa.
È redattore capo di giornali statali come RT (in precedenza Russia Today), l'agenzia 
di stampa Rossija Segodnja (2009-2013) e l'agenzia di stampa Sputnik dal 2014.
Nel 2022, nel frangente dell'invasione russa dell'Ucraina, Simon'jan ha subito una sanzione dall'Unione europea per "azioni e politiche che minano l'integrità territoriale, la sovranità e l'indipendenza dell'Ucraina".

## Biografia
Simon'jan è nata nella città di Krasnodar, nella Russia meridionale, da una famiglia armena. Entrambi i suoi genitori sono discendenti di profughi armeni dell'Impero ottomano. La famiglia di suo padre, originaria di Trebisonda, si stabilì in Crimea durante il genocidio armeno del 1915. Durante la seconda guerra mondiale, furono deportati dall'NKVD di Stalin negli Urali insieme a migliaia di altri armeni di Hamshen. Mentre suo padre è nato a Ekaterinburg (Sverdlovsk), sua madre è nata a Soči da una famiglia armena fuggita dai massacri da parte dei turchi alla fine del XIX secolo. I suoi due nonni erano veterani della seconda guerra mondiale. La sua famiglia possiede un ristorante nella città di Moldovka nel distretto di Adlerskij, Sochi. Simon'jan ha dichiarato di provenire da una famiglia operaia e ha deciso in tenera età di voler diventare giornalista, prima lavorando per il giornale locale e poi per una stazione televisiva locale mentre studiava giornalismo alla Kuban State University.
Nel 1996, Simon'jan ha trascorso un anno a Bristol, nel New Hampshire, nell'ambito del programma di scambio di studenti Future Leaders Exchange finanziato dal Dipartimento di Stato degli Stati Uniti. Dice che durante quel periodo ha scoperto che russi e americani "sono così simili in termini di cultura, in termini di valori familiari, modi di vita, reazioni, senso dell'umorismo". Tuttavia, nel giugno 2022, ricordando ancora una volta il suo periodo negli Stati Uniti, ha affermato che gli americani "sono come bambini piccoli, non credono a nulla a cui non vogliono credere" e sono "intrappolati nel mondo delle proprie fantasie”.

## Carriera
Simon'jan, in qualità di corrispondente, ha coperto la seconda guerra cecena e anche le gravi inondazioni della regione di Krasnodar, per la sua stazione televisiva locale, ricevendo un premio per il "coraggio professionale". Nel 2002 è diventata corrispondente regionale per il canale televisivo nazionale russo Rossiya e ha coperto la crisi degli ostaggi nelle scuole di Beslan del 2004. Simon'jan, uno dei primi corrispondenti ad arrivare sulla scena, ha assistito all'uccisione di 334 persone, 186 dei quali bambini. Ha detto a un intervistatore: "È stata la cosa peggiore che mi sia mai capitata" e che "piangeva spesso" mentre cercava di scriverne. Si è poi trasferita a Mosca dove si è unita al pool di giornalisti russi del Cremlino.
È stata la prima vicepresidente dell'Associazione nazionale russa delle emittenti televisive e radiofoniche e membro della Camera civica della Federazione Russa. Nel 2010, è stato pubblicato il suo primo libro, Heading to Moscow!.
Nel 2018, Simon'jan ha scritto la sceneggiatura di The Crimean Bridge. Fatto con amore!, un film diretto da suo marito, Keosayan. Il film ha attirato recensioni aspre ed è stato anche il film con il punteggio più basso su diversi aggregatori di recensioni cinematografiche, con la sceneggiatura di Simon'jan ampiamente stroncata. Il politico russo Aleksej Naval'nyj, oppositore di Vladimir Putin, ha pubblicato un video nel marzo 2020, in cui sosteneva una grave corruzione durante la realizzazione del film, con fondi statali destinati alla produzione cinematografica sottratti dai parenti di Simon'jan.

### Redattore capo di RT e Rossija Segodnja

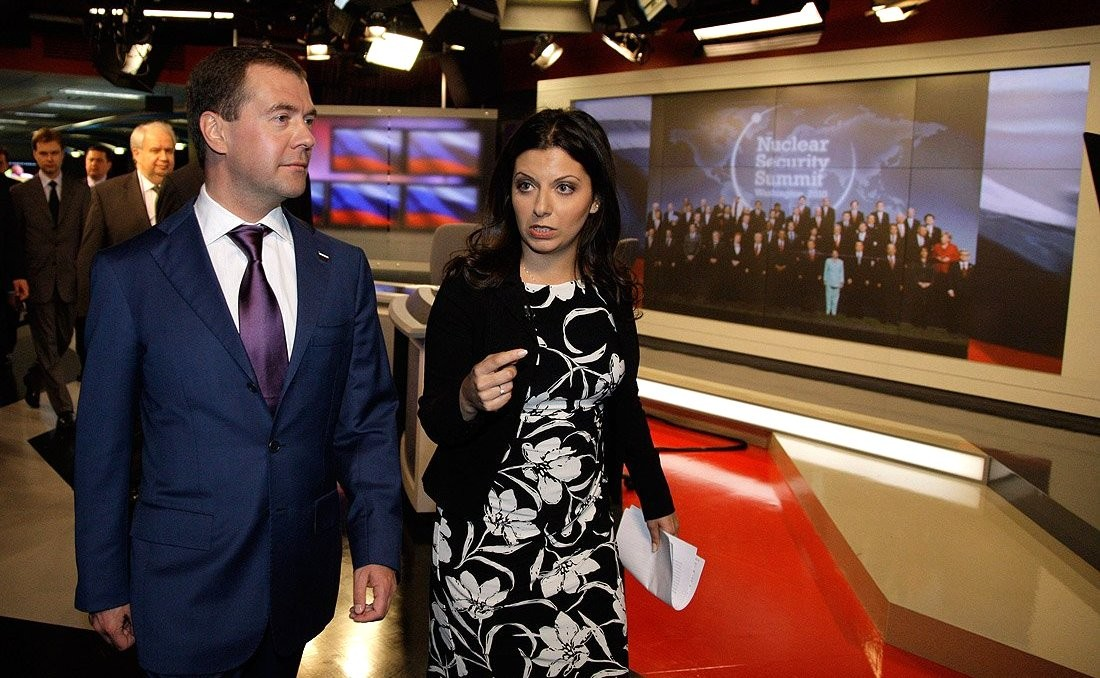
Il presidente russo Dmitrij Medvedev visita gli uffici RT con il redattore capo Margarita Simon'jan nell'aprile 2010

Simon'jan aveva solo 25 anni quando fu nominata caporedattore di RT (allora conosciuta come Russia Today) nel 2005, ma lavorava nel giornalismo da quando ne aveva 18. In un'intervista del 2008 ha dichiarato che "la sua età spesso guida le persone per fare supposizioni su come ha ottenuto il suo lavoro". Andrej Richter, direttore del Moscow Media Law and Policy Institute e professore di giornalismo all'Università statale di Mosca, suggerisce di essere stata "nominata perché è ben collegata". È una lealista del Cremlino vicina al presidente Vladimir Putin.
RT iniziò a trasmettere il 10 dicembre 2005 con uno staff di 300 giornalisti, di cui circa 70 al di fuori della Russia. Simon'jan affronta frequentemente le domande dei media sulle posizioni giornalistiche e politiche di RT. Al suo lancio, Simon'jan ha dichiarato che l'intento di RT era quello di avere un "formato professionale" come BBC, CNN ed Euronews che "riflettesse l'opinione della Russia sul mondo" e presentasse un "quadro più equilibrato" della Russia. Ha anche detto a un giornalista che il governo non avrebbe dettato i contenuti e che "la censura da parte del governo in questo paese è vietata dalla costituzione". che RT ha iniziato a crescere una volta diventato provocatorio e che la controversia è stata vitale per la stazione. Ha detto che il compito di RT non era quello di "lucidare" la reputazione di Mosca. La stazione è stata tuttavia criticata ripetutamente in Occidente per presunti pregiudizi. Si dice che Simon'jan abbia detto: "Non c'è obiettività, solo approssimazioni della verità da quante più voci possibili".
Ha discusso le sue opinioni con il Washington Times sulla copertura di RT della guerra dell'Ossezia del Sud del 2008, in cui la Russia ha sostenuto l'Ossezia del Sud contro il paese della Georgia. Ha affermato che tra i canali di lingua inglese, solo RT stava fornendo il lato dell'Ossezia meridionale. Ha respinto l'accusa di Will Dunbar, un corrispondente di RT che se n'è andato dopo aver affermato che RT stava minimizzando i bombardamenti russi e ha negato le sue affermazioni di censura. Ha affermato che, rispetto ad altre stazioni, "non stiamo nascondendo il fatto che siamo una stazione russa e, naturalmente, vediamo il mondo da un punto di vista russo. Siamo molto più onesti nel quel senso». 

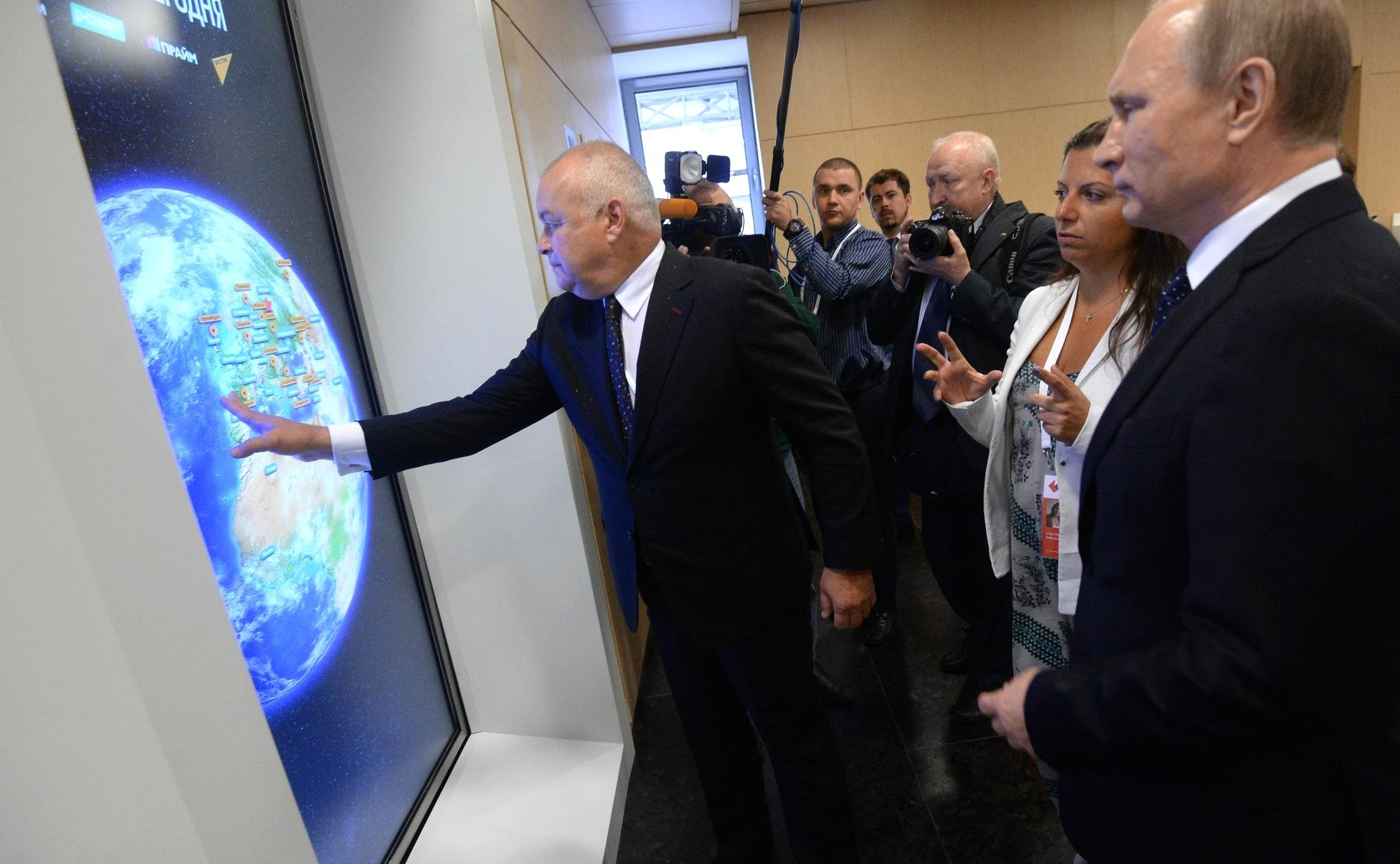
Simon'jan con il presidente russo Vladimir Putin e il presentatore televisivo Dmitrij Kiselëv il 7 giugno 2016 durante la visita a Rossija Segodnja

Il 31 dicembre 2013 è stata nominata caporedattore della nuova agenzia di stampa di proprietà del governo Rossija Segodnja e contemporaneamente è caporedattore di entrambe le organizzazioni. Nel maggio 2016 è stata inclusa nell'elenco delle sanzioni dell'Ucraina dal presidente Petro Porošenko e le è stato negato l'ingresso in Ucraina.
Nell'aprile 2022, Simon'jan ha proposto di rimuovere l'articolo sul divieto di censura dalla Costituzione russa del 1993. Secondo lei, la libertà di parola porterà al "crollo" della Russia. Ha chiesto di prendere esempio dalla Repubblica popolare cinese, che è un "paese non libero ma prospero".

## Vita privata
Simon'jan è stata sposata con il giornalista e produttore Andrej Blagodyrenko; la coppia ha avuto una figlia, Mariana, nell'agosto 2013. Si è poi sposata con il regista russo-armeno, Tigran Keosajan, con il quale collabora regolarmente. Hanno avuto tre figli. Simon'jan parla correntemente russo e inglese. Ha dichiarato in un'intervista del 2012 che si rammarica di non conoscere l'armeno, ma ha spiegato che nella sua famiglia non si parlava mai armeno a casa a causa delle differenze dialettali.